# KV13
KV13 ist die Bezeichnung des altägyptischen Grabmals im Tal der Könige, welches für den Schatzmeister Bay errichtet wurde. Dieser war am Ende der 19. Dynastie einer der einflussreichsten Persönlichkeiten Ägyptens.

## Grabanlage
Die Grabanlage ist unfertig und besteht aus einem langen Gang, der zunächst in eine erste Halle führte. Es folgte ein weiterer Gang, in dem sich ein Sarkophag fand, und im hinteren Teil die eigentliche Grabkammer, in der ein weiterer Sarkophag steht.
Die Proportionen des Grabes sind fast identisch mit denen des Grabes von Königin Tausret (KV14), unter der Bay diente. Auch die Dekoration ist ähnlich. Es finden sich Szenen aus dem Totenbuch und Darstellungen des Bay vor verschiedenen Gottheiten. Auch König (Pharao) Siptah ist mehrfach im Grab dargestellt, doch ist es immer Bay, der direkt vor den Gottheiten erscheint.
Der Schatzmeister Bay wurde in dem Grab nie beigesetzt, da er am Ende seiner Karriere, im fünften Regierungsjahr Pharao Siptahs, hingerichtet wurde. Die Sarkophage, die sich hier fanden, gehören den Prinzen Amunherchepsef und Montuherchepschef. Der Sarkophag des Amunherchepsef war ursprünglich der von Königin Tausret. Es wurden Fragmente eines Kanopenkruges von Montuherchepschef gefunden sowie einfache 16 Uschebtis und fünf mit dem Totebuchspruch 6 mit Titel und Namen desselben Prinzen.

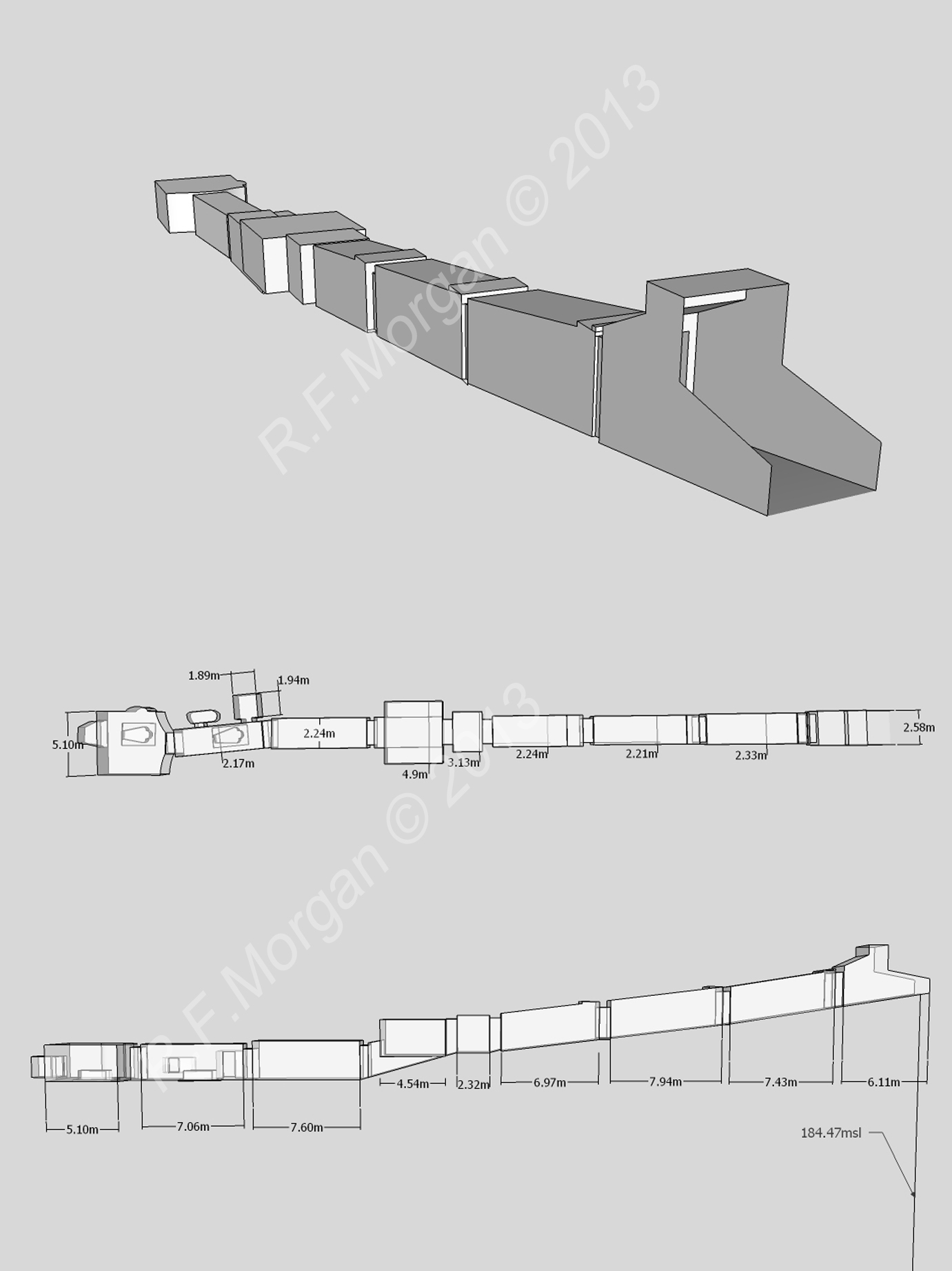
Isometrische Darstellung, Grundriss und Schnittzeichnung des Grabes